# Deilus
Deilus is een kevergeslacht uit de familie van de boktorren (Cerambycidae). De wetenschappelijke naam van het geslacht werd voor het eerst geldig gepubliceerd in 1834 door Audinet-Serville.

## Soorten
Deilus omvat de volgende soorten:
- Deilus fugax (Olivier, 1790)
- Deilus notula Fauvel, 1906
- Deilus rugosicollis Rapuzzi & Sama, 2012